# Lola Rodríguez

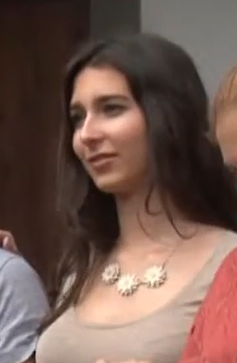
Lola Rodríguez

Lola Rodríguez Díaz (* 26. Oktober 1998 in Las Palmas) ist eine spanische Schauspielerin, Model und LGBT-Aktivistin.

## Leben und Karriere
Im Alter von elf Jahren outete sich Rodríguez als transgender und wurde in ihrer Schule als solche anerkannt. Mit Unterstützung ihrer Eltern begann sie im Alter von 13 Jahren ihren Transitionierungsprozess. Bevor sie ihre Schauspielkarriere begann, studierte sie Psychologie in Portugal.
Bekanntheit erlangte sie 2020 für ihre Rolle in Veneno. Anschließend spielte sie in dem Film Poliamor para principiantes mit. Von 2022 bis 2023 wurde sie für die Serie Willkommen auf Eden gecastet.
Neben ihrer Schauspielkarriere ist Rodríguez eine prominente Verfechterin der Rechte von LGBTQ+-Personen.

## Filmografie
Filme
- 2021: Poliamor para principiantes

Serien
- 2020: Veneno
- 2020: Ellas
- 2022–2023: Willkommen auf Eden
- 2023–2024: Vestidas de Azul
- 2024: Cites
- 2025: Mariliendre